# Tolekan Ismailova
Tolekan Ismailova (en kirguís: Төлөкан Асаналиевна Исмаилова, en ruso: Толекан Асаналиевна Исмаилова) es una defensora de los derechos humanos kirguís y directora de Bir Duino Kyrgyzstan (antes conocida como Citizens Against Corruption) desde mayo de 2000; secretaria ejecutiva del Foro de ONG de Kirguistán y presidenta fundadora de la Coalición por la Democracia y la Sociedad Civil de Kirguistán (Коалиция за демократию и гражданское общество).
Ismailova, desde Bir Duino (que significa «Un mundo»), organiza un festival anual de cine documental sobre derechos humanos. En 2012, el sexto festival fue objeto de controversia en todo el país por la proyección de un documental sobre la homosexualidad y el Islam en Marruecos, I Am Gay and Muslim. Un tribunal prohibió que fuera proyectado en el festival. Pese a que Ismailova apeló a la prohibición, no tuvo éxito. También denunció que, dos días antes de la proyección prevista, el Comité Estatal de Seguridad Nacional había actuado ilegalmente al obligarle a entregar una copia de la película.